# Hans Ejner Bertelsen
Hans Ejner Bertelsen (født 11. juni 1958) er en dansk landmand og politiker (valgt for Venstre), der er borgmester i Morsø Kommune, hvilket han blev i forbindelse med kommunalvalget i 2013, hvor han erstattede socialdemokraten Lauge Larsen. Inden da havde han været medlem af kommunalbestyrelsen siden kommunalvalget i 2009. I løbet af den første periode som medlem af kommunalbestyrelsen var han blandt andet medlem af beskæftigelses- og erhvervsudvalget og økonomiudvalget. Før han blev medlem af kommunalbestyrelsen i 2010 havde han arbejdet som selvstændig landmand i 29 år.